# روز ترویه

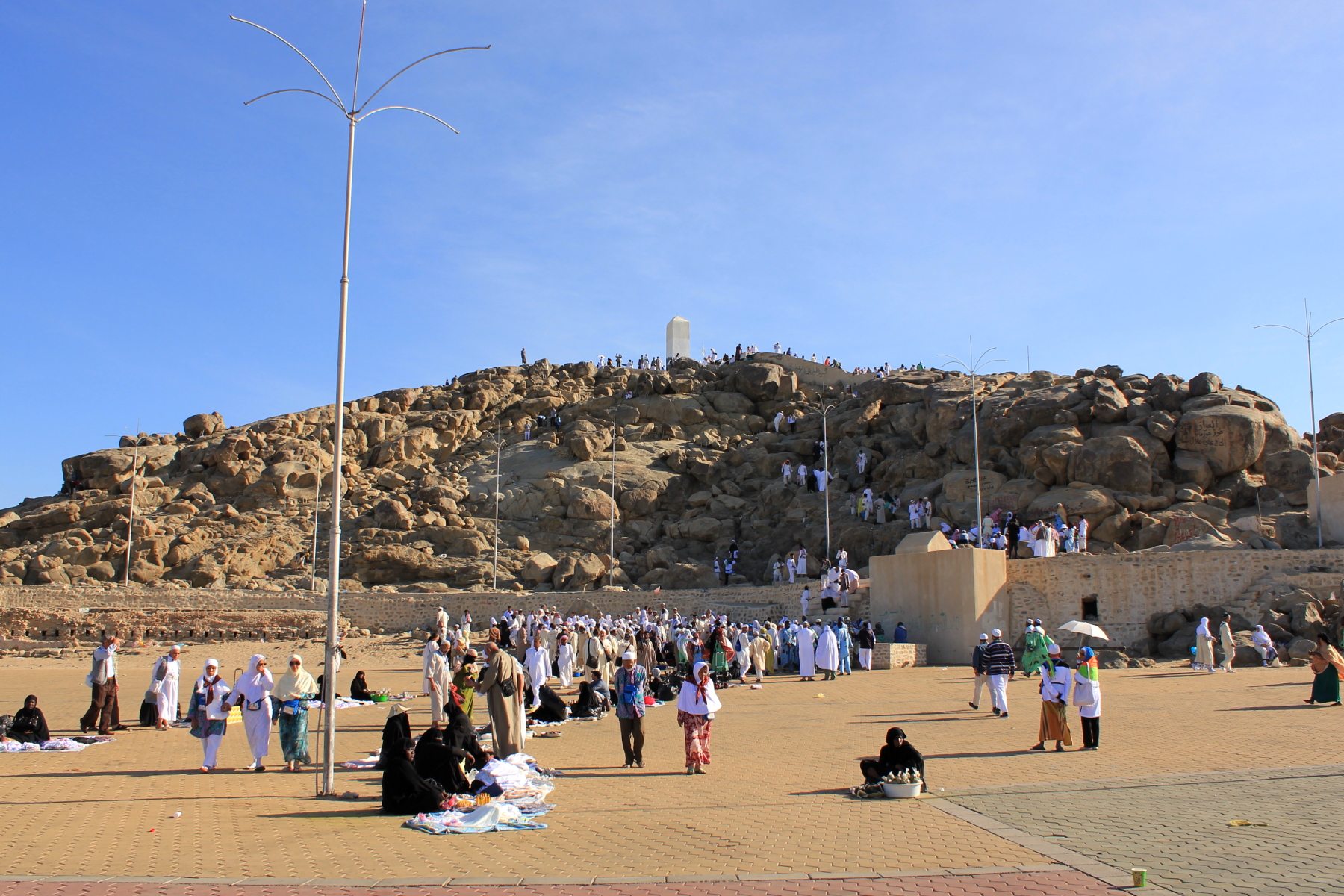

روز ترویه روز هشتم ذیحجه است و علت نام گذاری این روز، بدان جهت است که در منا و عرفات آب وجود ندارد و حاجیانی که قصد وقوف در منا و عرفات را دارند، باید از مکه برای خویش آب تهیه کرده و به همراه خود ببرند و چنین حالتی را ترویه می‌نامند.
در این روز حاجیان خانه خدا، مراسم حج تمتع و حج اکبر را آغاز می‌کنند.

## اهمیت برای مسلمانان شیعه
این روز، از روزهای مهم ذیحجه است و بر اساس روایتی از امام جعفر صادق، روزه گرفتن در آن، کفاره ۲ سال آدمی است. این روز همچنین روز آغاز حرکت کاروان امام حسین پسر امام علی از مکه به سمت کربلا می‌باشد.